# Joaquim Basora i Nin
Joaquim Basora i Nin (Tarragona, 1856 - Vilanova i la Geltrú, 1927) va ésser un notari que va prendre possessió de la seua primera notaria a Xerta (1886) i, uns mesos després, va ser traslladat a la veïna localitat d'Alcanar.
L'any 1888 va passar a servir la notaria de Vila-seca, on va exercir fins a l'any 1892, quan va possessionar-se de la notaria de Vilanova i la Geltrú, on va restar fins a la seva mort.
A la darrera població esmentada participà activament en la vida cultural i presidí la Junta del Patronat de la Biblioteca-Museu V. Balaguer, així com la comissió Executiva de l'Homenatge al patrici Josep Font i Gumà.
Fou també un assidu col·laborador del Diario de Villanueva y Geltrú, autor d'un llibre titulat Contes morats (Vilanova i la Geltrú, 1924) i corresponsal de Mossèn Alcover.
Dins el moviment catalanista, signà el Missatge a la Reina Regent (1888) i fou designat delegat a les Assemblees de Manresa (1892), Reus (1893), Balaguer (1894), Olot (1895) i Girona (1897). Va presidir l'Associació Catalanista de Vilanova i la Geltrú (1899) i, en produir-se un enfrontament entre els socis, abonà les posicions que defensaven La Veu de Catalunya i la Lliga Regionalista.